# 大彎貝介
大彎貝介（学名：Loxoconcha gigantica），又名大彎貝介，为彎貝介科彎貝介屬下的一个种。